# Fengbian (ort i Kina, Jiangxi Sheng, lat 26,64, long 115,47)
Fengbian är en ort i Kina. Den ligger i provinsen Jiangxi, i den sydöstra delen av landet, omkring 230 kilometer söder om provinshuvudstaden Nanchang. Antalet invånare är 12 942. Befolkningen består av 6 079 kvinnor och 6 863 män. Barn under 15 år utgör 24,0 %, vuxna 15-64 år 64 %, och äldre över 65 år 10,0 %.
Runt Fengbian är det ganska tätbefolkat, med 192 invånare per kvadratkilometer. Närmaste större samhälle är Chongxian, 15,9 km sydväst om Fengbian. I omgivningarna runt Fengbian växer i huvudsak blandskog.
Genomsnittlig årsnederbörd är 2 107 millimeter. Den regnigaste månaden är juni, med i genomsnitt 314 mm nederbörd, och den torraste är oktober, med 22 mm nederbörd.